# Zełenodolśk
Zełenodolśk (ukr. Зеленодольськ) – miasto na Ukrainie w obwodzie dniepropetrowskim, liczy 13,5 tys. mieszkańców (2017).